# Đelekovec
Đelekovec – wieś w Chorwacji, w żupanii kopriwnicko-kriżewczyńskiej, w gminie Đelekovec. W 2011 roku liczyła 1192 mieszkańców.